# Invasiones cruzadas de Egipto
Entre los años de 1163 y 1169, el Reino de Jerusalén emprendió una serie de invasiones cruzadas de Egipto con el objeto de fortalecer su posición en el Levante, aprovechando la debilidad del califato fatimí.
Las invasiones iniciaron como parte de una crisis de sucesión en el califato fatimí, el cual comenzó a desmoronarse bajo la presión tanto de la Siria musulmana (gobernada por la dinastía zenguí) como de los Estados cruzados cristianos. Mientras un bando pidió ayuda al emir de Siria, Nur al-Din Zenguí, el otro pidió ayuda a los cruzados. No obstante, a medida que la guerra avanzaba, se convirtió en una de conquista. Varias campañas militares sirias en Egipto fueron truncadas justo antes de alcanzar una victoria total a raíz de las agresivas campañas militares de Amalarico I de Jerusalén. Aun así, y a pesar de varios saqueos, en términos generales las cosas no salieron bien para los cruzados. Un asedio combinado bizantino-cruzado sobre Damieta fracasó en 1169, el mismo año en que Saladino tomó el poder como visir en Egipto. En 1171, Saladino se convirtió en sultán de Egipto y a partir de ese momento los cruzados centraron su atención en la defensa de su reino, el cual, a pesar de estar rodeado por Siria y Egipto, logró mantenerse durante otros 16 años. Cruzadas posteriores intentaron apoyar al Reino de Jerusalén enfocándose en el peligro que representaba Egipto, pero estos intentos fueron en vano.

## Antecedentes
Tras la captura de Jerusalén por los ejércitos de la Primera cruzada, el califato fatimí de Egipto emprendió incursiones regulares en Palestina contra los cruzados, mientras que Zengi de Siria lanzaba una serie de exitosos ataques contra el Condado de Edesa y el Principado de Antioquía. La Segunda cruzada tuvo como objetivo revertir los logros de Zengi, irónicamente por medio de un asalto a Damasco, el rival más poderoso de Zengi. Sin embargo, el asedio fracasó, lo que obligó al Reino de Jerusalén a apuntar hacia el sur en busca de mejor fortuna.
El califato fatimí del siglo XII se vio plagado de disputas internas por el poder. En la década de 1160, el poder estaba en manos no del califa fatimí Al-'Āḍid, sino en las de Shawar, visir de Egipto. Esta situación en Egipto lo hizo propicio para la conquista, fuera por parte de los cruzados o por parte de las tropas del sucesor de Zengi, Nur al-Din. La primera invasión de Egipto por parte de los cruzados culminó con el asedio de Ascalón, en 1153, en el que se logró en la captura de la ciudad. Si bien esto significó que el Reino de Jerusalén quedó en guerra en dos frentes, Egipto tenía a partir de entonces una base de suministros enemiga al alcance de la mano.

## Amalarico invade e intervención de Nur al-Din, 1163-1164
En 1163, Shawar, el depuesto visir fatimí, que había escapado a Siria, buscó la ayuda de Nur al-Din para poder ser restituido a su antiguo cargo como gobernante de facto de Egipto contra el nuevo visir, Dirgham. Este intentó frustrar los planes de su rival abriendo negociaciones a su vez con Nur al-Din para aliarse en contra de los cruzados, pero el gobernante sirio no se comprometió a nada y, en su camino a Egipto, el enviado de Dirgham fue arrestado por los cruzados, posiblemente por instigación del propio Nur al-Din.

### Primera invasión cruzada, 1163
En 1163, el rey Amalarico de Jerusalén emprendió una invasión de Egipto, alegando que los fatimíes no habían pagado el tributo anual que había iniciado durante el reinado de Balduino III. El visir Dirgham, quien recientemente había derrocado a Shawar, marchó a enfrentarse a Amalarico en Pelusio, pero salió derrotado y se vio obligado a retirarse a Bilbeis. Los egipcios abrieron entonces las presas del Nilo y dejaron que el río se desbordara, con la esperanza de evitar que Amalarico siguiera invadiendo y regresara a su ciudad. No obstante, Dirgham prefirió entrar en negociaciones con Amalarico, ofreciéndole un tratado de paz garantizado por la entrega de rehenes y el pago de un tributo anual. Al tiempo, Nur al-Din acordó apoyar a Shawar, quien se ofreció a entregarle a Nur al-Din la tercera parte de los ingresos anuales por el impuesto territorial (jarāj). Nur al-Din maniobró para desviar la atención de los cruzados lejos del ejército expedicionario, mientras su general Shirku acompañado de su sobrino, Saladino, cruzaba las tierras del Reino de Jerusalén para entrar a Egipto.
Dirgham apeló entonces a Amalarico, en busca de ayuda, pero el rey de Jerusalén fue incapaz de intervenir a tiempo y, a finales de abril de 1164, los sirios sorprendieron al hermano de Dirgham, Mulham, en Bilbeis, y lo derrotaron, abriendo así el camino a El Cairo. En mayo de 1164, Shawar fue reinstaurado como visir de Egipto y Dirgham fue asesinado, tras haber sido abandonado por el pueblo y el ejército. No obstante, Shawar se convirtió en tan solo una figura decorativa de Nur al-Din, quien había instalado a Shirku como gobernante de Egipto. Shawar, insatisfecho con esto, convocó a Amalarico I, enemigo de los sunitas.

### Segunda invasión cruzada, 1164

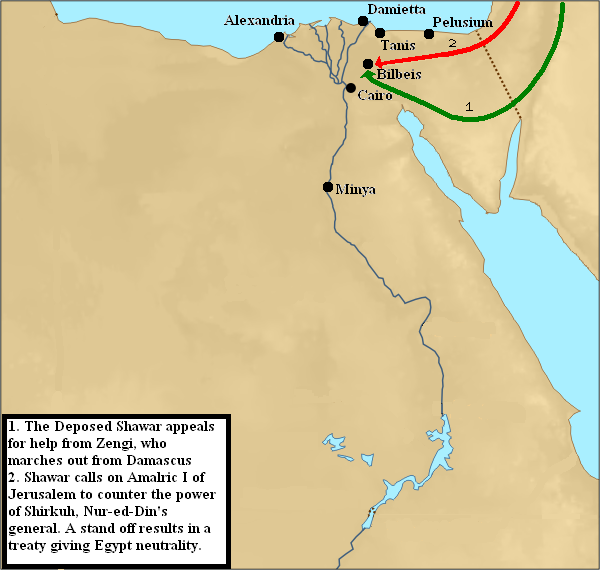
Segunda invasión de Egipto

Shawar se enfrentó entonces con Shirku y decidió aliarse con Amalarico, quien sitió a Shirku en Bilbeis, entre agosto y octubre de 1164. El asedio terminó en un punto muerto, sin embargo, y tanto Shirku como Amalarico acordaron retirarse de Egipto. A la vez, Nur al-Din movió sus tropas contra el estado cruzado de Antioquía y, a pesar de tratarse de un protectorado bizantino, derrotó y capturó a Bohemundo III de Antioquía y a Raimundo III de Trípoli en la batalla de Harenc. Amalarico inmediatamente envió sus ejércitos hacia el norte al rescate de su vasallo. Con todo, Shirku evacuó Egipto a su vez, de manera que esto constituyó una victoria para Shawar, que retuvo Egipto.

### Carta al rey de Francia
En 1164, Emerico de Limoges, patriarca latino de Antioquía, había enviado una carta al rey Luis VII de Francia, en la que describía los eventos en los Estados cruzados:

[ Shirkuh ] having gotten possession of Damascus, the latter entered Egypt with a great force of Turks, in order to conquer the country. Accordingly, the king of Egypt, who is also called the sultan of Babylon, distrusting his own valor and that of his men, held a most warlike council to determine how to meet the advancing Turks and how he could obtain the aid of the king of Jerusalem. For he wisely preferred to rule under tribute rather than to be deprived of both life and kingdom.

The former, therefore, as we have said, entered Egypt and favored by certain men of that land, captured and fortified a certain city. In the meantime the sultan made an alliance with the lord king [Amalric] by promising to pay tribute each year and to release all the Christian captives in Egypt, and obtained the aid of the lord king. The latter, before setting out, committed the care of his kingdom and land, until his return, to us and to our new prince, his kinsman Bohemond, son of the former prince Raymond.

Therefore, the great devastator of the Christian people, who rules near us, collected together from all sides the kings and races of the infidels arid offered a peace and truce to our prince and very frequently urged it. His reason was that he wished to traverse our land with greater freedom in order to devastate the kingdom of Jerusalem and to be able to bear aid to his vassal fighting in Egypt. But our prince was unwilling to make peace with him until the return of our lord king.
[H]abiendo tomado posesión de Damasco, [ Shirku ] entró en Egipto con una gran fuerza de turcos, para conquistar el país. En consecuencia, el rey de Egipto, que también es llamado el sultán de Babilonia, desconfiando de su propio valor y el de sus hombres, celebró un consejo bastante belicoso para determinar cómo enfrentarse al avance turco y cómo podría obtener la ayuda del rey de Jerusalén. Porque sabiamente prefería gobernar bajo tributo antes que verse privado de la vida y del reino.

Los primeros, pues, como hemos dicho, entraron en Egipto y, favorecidos por ciertos hombres de aquella tierra, tomaron y fortificaron cierta ciudad. Mientras tanto, el sultán hizo una alianza con el señor rey [Amalarico] prometiendo pagar tributo cada año y liberar a todos los cristianos cautivos en Egipto, y obtuvo la ayuda del señor rey. Éste, antes de partir, encomendó el cuidado de su reino y de su tierra, hasta su regreso, a nosotros y a nuestro nuevo príncipe, su pariente Bohemundo, hijo del otrora príncipe Raimundo.

Por lo tanto, el gran devastador del pueblo cristiano, que gobierna cerca de nosotros, reunió de todas partes a los reyes y razas de los infieles y ofreció paz y tregua a nuestro príncipe y muy frecuentemente la instó. Su razón era que quería atravesar nuestra tierra con mayor libertad para devastar el reino de Jerusalén y poder ayudar a su vasallos que luchaba en Egipto. Pero nuestro príncipe era reticente a hacer las paces con él hasta que regresara nuestro señor rey.
Emerico de Limoges carta al rey Luis VII de Francia, 1164.

## El regreso de Shirku y la tercera invasión cruzada, 1166-1167

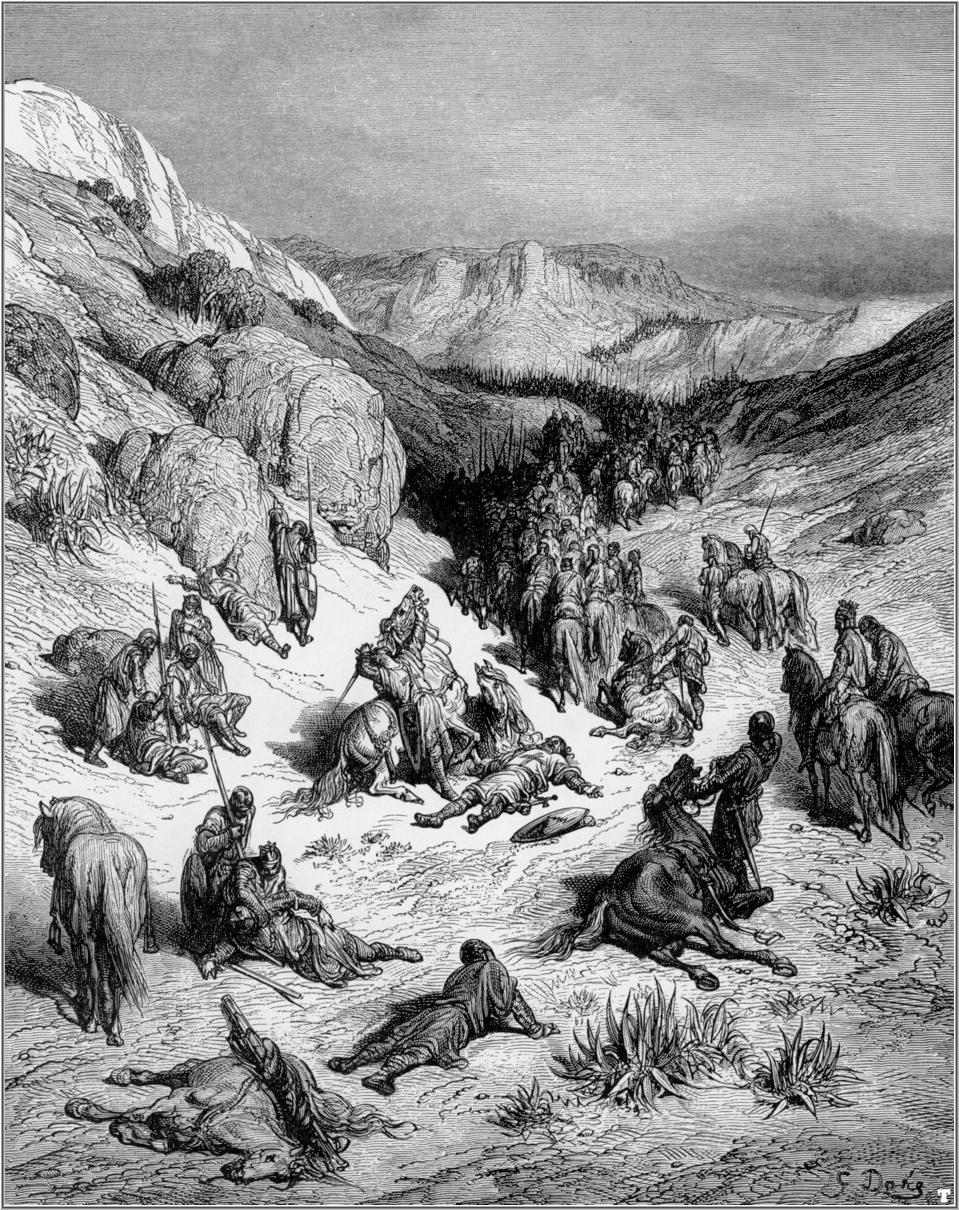
El ejército sirio junto a una tormenta de arena (Gustave Doré)

El gobierno de Shawar en Egipto no logró durar mucho antes del retorno de Shirku en 1166 para recuperar Egipto. Shawar jugó su carta de cruzado una vez más, y esta vez Amalarico pensaba que una batalla abierta podría saldar las cuentas. A diferencia de Shirku, Amalarico tenía superioridad naval en el Mediterráneo (si bien es necesario apuntar que había algunos puertos sirios en el Mediterráneo bajo el control de Nur al-Din) y tomó una ruta costera rápida hacia Egipto, lo que le permitió unirse con su aliado Shawar justo cuando Shirku, diputado de Nur al-Din, llegaba en enero de 1167. Shirku, que había marchado a través del desierto de Tih al sur de la península del Sinaí, prefiriendo lidiar allí con una tormenta de arena que alertar a los cruzados, acampó en Guiza, frente a la ciudad de El Cairo. Las tropas de Amalarico habían intentado interceptar al ejército de Shirku, pero no lograron sorprender a la escolta. Mientras se encontraba en Bilbeis, Amalarico tranzaba un acuerdo con Shawar de no salir del país mientras Shirku permaneciera allí, a cambio de una suma de 400.000 besantes. Hugo Grenier y Guillermo de Tiro fueron enviados a una embajada para ratificar el tratado.

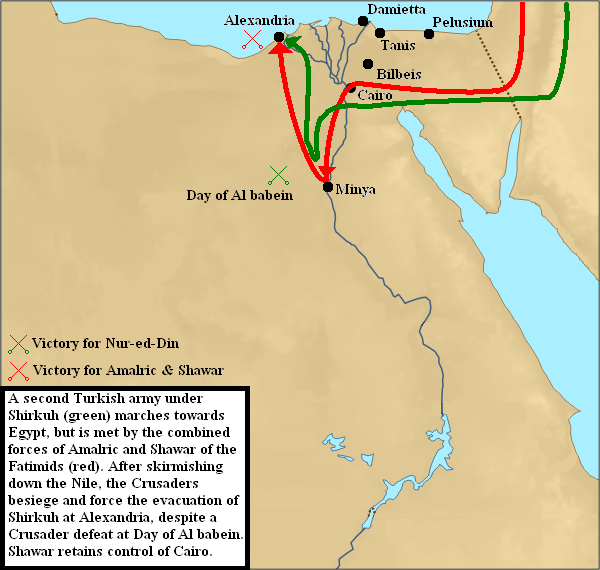
Tercera invasión de Egipto

Los cruzados iniciaaron entonces la construcción de un puente sobre el Nilo en marzo de 1167, pero los arqueros sirios impidieron que la obra se culminara. No obstante, el ejército de Shirku permaneció guarnecido fuera de las pirámides de Guiza, en tanto abandonar el lugar les permitiría a los cruzados cruzar el Nilo y capturarlo desde atrás. Un destacamento sirio enviado por suministros al norte de El Cairo fue derrotado por Miles de Plancy, causando desánimo entre las tropas de Shirku, al tiempo que llegaban refuerzos liderados por Hunfredo II de Torón y Felipe de Milly. El ejército combinado fatimí-cruzado consideró la siguiente movida e intentó cruzar el Nilo más al norte utilizando una isla. Shirku, considerando que su posición era muy precaria, decidió retirarse al Alto Egipto.
Amalarico y Shawar dejaron dos destacamentos en el Bajo Egipto, uno comandado por Hugo de Ibelín para que defendiera El Cairo junto con Kamil, el hijo del sultán, mientras que el otro destacamento era comandado por Gérard de Pougy, mariscal de Jerusalén, y otro de los hijos de Shawar para que retuvieran Guiza, y partieron en persecución de Shirku. El ejército cruzado-fatimí prosiguió hasta la batalla de al-Babein, donde la lucha fue encarnizada pero no concluyente. Con todo y eso, los cruzados-fatimíes persiguieron a los sirios, cuyo plan de usar Alejandría como puerto fracasó con la llegada allí de la flota cruzada. La gente de Alejandría decidió abrirle a Shirku las puertas de la ciudad sin resistencia, pues Shawar era impopular allí. La ciudad no estaba preparada para la guerra, sus suministros se agotaban rápidamente y los sitiados tenían la amenaza de la hambruna. Dejando la ciudad en manos de su sobrino Saladino, Shirku marchó hacia el Alto Egipto con la esperanza de que una parte del ejército enemigo lo persiguiera, pero la maniobra no funcionó. En Alejandría, las tropas sitiadas acordaron dejar en paz a Egipto a cambio de que los cruzados se retiraran en agosto de 1167. Amalarico se marchó con un tratado favorable que resultó en un tributo egipcio para Jerusalén, además de dejar a su aliado Shawar en control. Los cruzados dejaron también una pequeña guarnición en Alejandría, y Shawar se vio obligado a pagarle al rey Amalarico 100.000 besantes anuales, a través de la guarnición alejandrina. Mientras esperaba el pago de la suma acordada, Amalarico por su parte delegó un representante en la corte de El Cairo e instaló allí a su vez una guarnición, lo que puso a Egipto bajo un protectorado cruzado.

## Cuarta invasión cruzada, 1168-1169

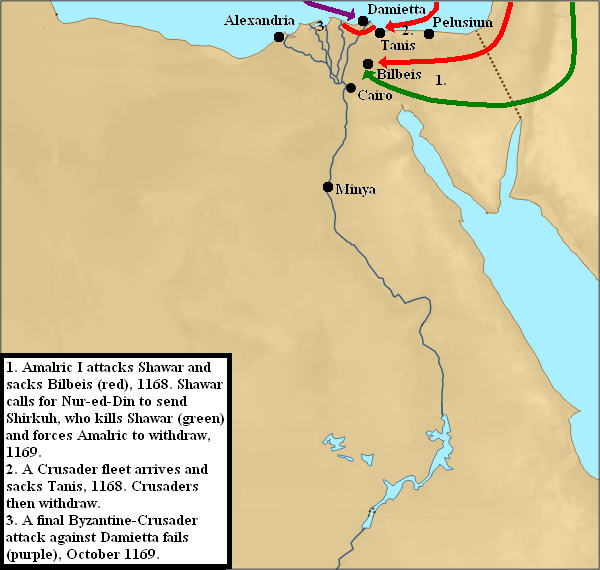
Cuarta invasión de Egipto

El descontento del pueblo egipcio aumentaba a raíz de la presencia de un consejero franco en la corte del califa y la presencia de una guarnición en El Cairo, así como de funcionarios encargados de cobrar las indemnizaciones de guerra, en tanto esto les implicaba impuestos adicionales. Los miembros de la corte empezaron a considerar que una alianza con Nur al-Din podía ser un mal menor. Los caballeros y funcionarios francos se empezaron a preocupar por esto y comenzaron a enviar mensajes de socorro a Amalarico, pero este vaciló en responderles pues estaba negociando en el momento una alianza con los bizantinos para la conquista de Egipto. No obstante, una gran parte de su séquito lo empujaba a intervenir inmediatamente.
Posiblemente, los cruzados deberían haberse centrado en ese momento en fortalecer su posición contra Siria, pero en lugar de ello Amalarico se vio tentado por Gilbert d'Aissailly, Gran Maestre de los Caballeros Hospitalarios, quien le ofreció quinientos caballeros y quinientos turcopolos para atacar Egipto y conquistarlo. El emperador bizantino Manuel Comneno recibió de buen gusto la idea. No obstante, la flota veneciana, que en aquellos tiempos operaba a menudo en el Mediterráneo oriental, se rehusó a participar en las campañas egipcias porque no quería poner en peligro sus relaciones comerciales con Egipto con la guerra.
La alianza entre cruzados y bizantinos aún se ultimaba cuando Amalarico—utilizando como pretexto el hecho de que el visir no había pagado a tiempo el tributo acordado a los cruzados en Alejandría—decidió lanzar un rápido ataque contra Bilbeis en noviembre de 1168, masacrando a la población. Este acto indignó a la población copta en Egipto y les empujó a poner fin a su apoyo a los cruzados. Por su parte, Shawar apeló a Damasco mientras que Shirku regresó. Mientras tanto, tras capturar Tanis (donde se repitió el derramamiento de sangre), la flota de Amalarico no fue capaz de remontar el Nilo y recibió órdenes de retirarse. Ante un inminente ataque de Amalarico, Shawar ordenó incendiar su propia capital, Fustat, para evitar que cayera en manos de aquel. De acuerdo con el historiador egipcio Al-Maqrizi (1346-1442):
 

Shawar ordered that Fustat be evacuated. He forced [the citizens] to leave their money and property behind and flee for their lives with their children. In the panic and chaos of the exodus, the fleeing crowd looked like a massive army of ghosts.... Some took refuge in the mosques and bathhouses...awaiting a Christian onslaught similar to the one in Bilbeis. Shawar sent 20,000 naphtha pots and 10,000 lighting bombs [mish'al] and distributed them throughout the city. Flames and smoke engulfed the city and rose to the sky in a terrifying scene. The blaze raged for 54 days.
Shawar ordenó la evacuación de Fustat. Obligó [a los ciudadanos] a dejar atrás su dinero y propiedades y huir para salvar sus vidas con sus hijos. En el pánico y el caos del éxodo, la multitud que huía parecía un enorme ejército de fantasmas... Algunos se refugiaron en las mezquitas y baños... esperando un violento ataque cristiano similar al de Bilbeis. Shawar envió 20.000 vasijas de nafta y 10.000 bombas luminosas [mish'al] y las distribuyó por toda la ciudad. Las llamas y el humo envolvieron la ciudad y se elevaron hacia el cielo en una escena aterradora. El incendio duró 54 días.
Al-Maqrizi.

Posteriormente, Amalarico exigió tributos a Shawar a cambio de retirarse, lo que constituiría un millón de besantes, pero la cercanía de las tropas de Shirku le obligó a bajar sus exigencias y renunciar a la mitad del tributo. Las tropas de Amalarico se retiraron el 2 de enero de 1169 de las cercanías de El Cairo.Ese mismo mes, Shirku entró en El Cairo y ordenó ejecutar al poco fiable Shawar. Shirku mismo murió dos meses después, tras lo cual su sobrino, Saladino, asumió el poder como regente.

### Asedio de Damieta

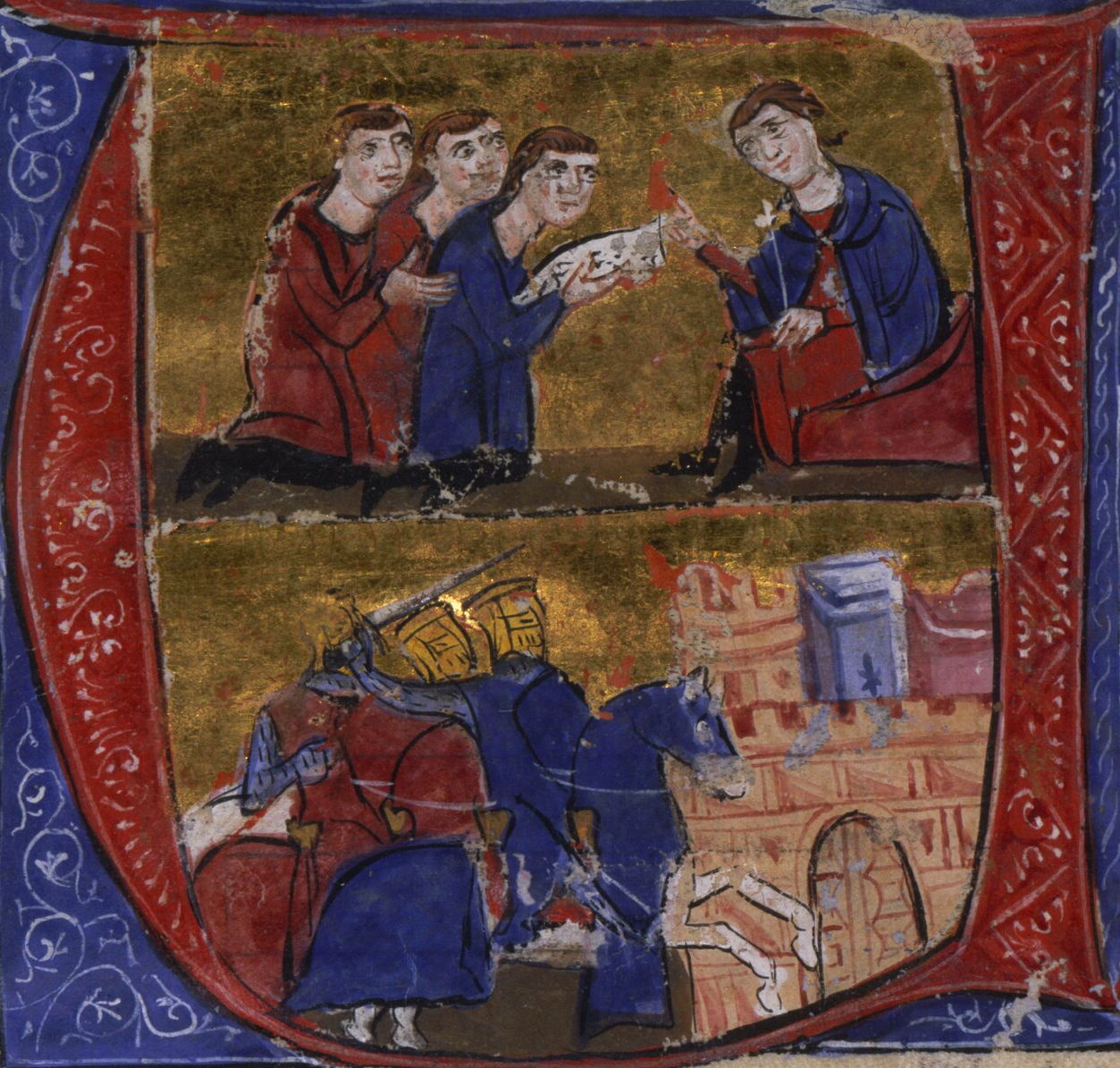
Panel superior: Manuel y los enviados de Amalarico, una embajada que resultó en el despacho de tropas bizantina al mando de Kontostephanos para invadir Egipto. Registro inferior: llegada de los cruzados a Egipto (Historia de Guillermo de Tiro).

En 1169, Andrónico Contostéfano fue nombrado comandante de una flota que transportaba un ejército bizantino para invadir Egipto en alianza con las tropas de Amalarico. Es posible que la campaña se haya planeado desde el matrimonio de Amalarico con la sobrina nieta del emperador Manuel, María Commena en 1167.
Según el cronista Guillermo de Tiro, la flota estaba compuesta de 150 galeras, sesenta transportes de caballos y una docena de dromones construidos especialmente para el transporte de armas de asedio. La flota zarpó del puerto de Melibotos en los Dardanelos el 8 de julio de 1169. Tras derrotar a un pequeño escuadrón de reconocimiento egipcio cerca de Chipre, Contostéfano llegó a Tiro y Acre a finales de septiembre y encontró que Amalarico no había iniciado ningún tipo de preparativos. Estos retrasos por parte de los cruzados enfurecieron a Contostéfano y sembraron desconfianza entre los aparentes aliados.
No fue sino hasta mediados de octubre de ese mismo año que los ejércitos y flotas combinados partieron y llegaron a Damieta dos semanas más tarde. Los cristianos demoraron tres días en atacar la ciudad, lo que permitió a Saladino trasladar apuradamente tropas y suministros. Las defensas de Damieta extendieron fuertes cadenas a lo largo del Nilo para evitar que la flota pudiera atacar directamente. El asedio fue llevado a cabo vigorosamente por parte de ambos bandos. Contostéfano y sus tropas construyeron enormes torres de asedio, pero los sitiadores se vieron obstaculizados por la creciente desconfianza entre cruzados y bizantinos, en particular cuando los suministros de los bizantinos disminuyeron y Amalarico se negó a compartir los suyos y en cambio se los vendió a precios exorbitantes. No obstante, los bizantinos habían instado a los francos a atacar la ciudad, pero Amalarico titubeó y no quiso arriesgarse a tener grandes pérdidas. Además, lluvias invernales decembrinas debilitaron la preparación de combate de los atacantes.
Exasperado por la prolongación del asedio y el sufrimiento de sus tropas, Contostéfano desobedeció de nuevo las instrucciones del emperador Manuel que le ordenaba obedecer a Amalarico en todo, y lanzó un ataque final contra la ciudad. Sin embargo, cuando los bizantinos estaban a punto de asaltar las murallas, Amalarico los detuvo anunciando que se acababa de negociar una rendición de Damieta. Con el anuncio del acuerdo de paz, la disciplina y cohesión del ejército bizantino se desmoronaron casi inmediatamente, y las tropas quemaron las armas de asedio y abordaron los barcos en grupos sin orden. Con apenas seis barcos, Contostéfano regresó a Palestina junto con Amalarico, con parte de su ejército viajando por tierra a través de los Estados cruzados del Levante, mientras que cerca de la mitad de los barcos bizantinos que habían zarpado desde Damieta se perdieron en una serie de tormentas en su viaje de regreso. Los últimos barcos llegaron a sus puertos de origen recién a finales de la primavera de 1170.

## Repercusiones
En 1171, tras la muerte del califa Al-Adid, Saladino se proclamó sultán al tiempo que los cruzados comandados por Amalarico se vieron obligados a retirarse, habiendo tenido enormes bajas debido a las enfermedades y la guerra. Tras la operación, los Caballeros Hospitalarios quebraron, pero lograron recuperarse pronto financieramente. Sin embargo, no se podía decir lo mismo del reino.
El Reino de Jerusalén, rodeado de enemigos, se enfrentaba ahora a una inevitable derrota: Saladino tenía la capacidad de reunir ejércitos potencialmente de 100.000 o más hombres ahora que tenía a Siria y Egipto bajo su control. No obstante, Nur al-Din seguía con vida, y el poder de Saladino en Egipto era visto como una rebelión contra su vasallaje hacia Nur al-Din. Tras la muerte de Nur al-Din en 1174, Siria y Egipto permanecieron unidos. Unas cuantas victorias cruzadas, en particular en Montgisard, así como un fallido asedio ayubí contra Tiberíades, permitieron a los cruzados mantener a raya la derrota hasta 1187. Para 1189, el reino de los cruzados se había reducido más allá de toda fuerza y era cada vez más dependiente de refuerzos occidentales inexpertos y que venían con motivaciones políticas.
No obstante, tras la caída de Jerusalén en 1187, el enfoque de los cruzados se movió decisivamente hacia Egipto y menos hacia el Levante. Esto se hizo evidente durante la Tercera cruzada, en la cual Ricardo Corazón de León reconoció la importancia de Egipto y sugirió en dos ocasiones que se invadiera de la región. Un asalto contra el Levante estaría condenado al fracaso sin los recursos y soldados de Egipto, que daban a las potencias islámicas de la región una ventaja decisiva. Las cruzadas Cuarta, Quinta, Sexta, Séptima, Novena y Alejandrina tenían a Egipto como su objetivo previsto.
Durante la Quinta cruzada (1218-1221), un gran ejército cruzado liderado por el legado papal Pelagio Galvani y Juan de Brienne capturó Damieta. El ejército expedicionario incluía cruzados franceses, alemanes, flamencos y austriacos, así como una flota frisia. El ejército avanzó hacia El Cairo, pero se vio aislado por la inundación del Nilo y la campaña terminó en desastre cuando Pelagio se vio obligado a rendirse con lo que quedaba de su ejército.
El rey Luis IX de Francia invadió Egipto durante la Séptima Cruzada (1249-1250), y tras ocupar Damieta marchó hacia El Cairo. No obstante, las tropas lideradas por Roberto I de Artois, fueron derrotadas en la batalla de El Mansurá, mientras que el rey Luis y su ejército principal fueron derrotados en la batalla de Fariskur, donde todo su ejército murió o fue capturado. El rey sufrió la humillación de tener que pagar un enorme rescate por su propia libertad.
A las victorias temporales les siguieron derrotas, evacuaciones o negociaciones, de manera que a la postre no sirvieron para nada. En 1291, Acre, la última gran fortaleza cruzada en Tierra Santa, cayó en manos del sultán mameluco de Egipto al-Ashraf Jalil, y todos los territorios restantes en el continente se perdieron durante la siguiente década.